# Vandermondeov identitet
Vandermondeov identitet ili Vandermondeova konvolucija je teorem u kombinatorici koji se može shvatiti kao jedan od brojnih načina prebrojavanja kombinacija svih {\displaystyle r}-članih podskupova skupa koji ima {\displaystyle m+n} članova za zadane {\displaystyle r,m,n\in \mathbb {N} } uz očiti uvjet {\displaystyle r\leq m+n.}
Identitet glasi:
{\displaystyle {m+n \choose r}=\sum _{k=0}^{r}{n \choose k}{m \choose r-k}}
U svojim radovima ga je 1772. objavio francuski matematičar i kemičar Alexandre-Théophile Vandermonde (1735. – 1796.), iako je za njega znao već kineski matematičar Zhu Shijie u 14. stoljeću.

## Dokaz
U ovom načinu prebrojavanja naglasak je na dvama različitim svojstvima prema kojima smo jednoznačno podijelili elemente nekog skupa A. (Uzmimo primjerice da skup A čini 5 različitih mesojeda i 7 različitih biljojeda: dakle, skup A čini 12 međusobno različitih životinja, ali su oni podijeljeni po svojstvu prehrane.) Sada možemo formalno dokazati teorem.
Pretpostavimo da imamo dva skupa {\displaystyle S_{1}=\{1,2,...,m\},S_{2}=\{-1,-2,...,-n\}} za {\displaystyle m,n\in \mathbb {N} .}
Promotrimo skup {\displaystyle S_{3}=S_{1}\cup S_{2}=\{-n,...,-1,1,2,...,m\}.} Očito je onda {\displaystyle |S_{3}|=m+n.}
Pitamo se koliko ima različitih {\displaystyle r}-članih podskupova od {\displaystyle S_{3}} za neki fiksni {\displaystyle r\in \mathbb {N} .} Njih ima {\displaystyle {\binom {|S_{3}|}{r}}={\binom {m+n}{r}}.}
No, mogli smo prebrojavati na drugačiji način. Naime, od {\displaystyle r} elemenata možemo odabrati {\displaystyle k} elemenata iz {\displaystyle S_{1}} pa nam ostane {\displaystyle r-k} elemenata koje onda biramo iz {\displaystyle S_{2}.} Takvih podskupova zato ima {\displaystyle {\binom {m}{k}}{\binom {n}{r-k}}.}
Slijedi da je broj kombinacija ova suma: {\displaystyle {\binom {m}{0}}{\binom {n}{r}}+{\binom {m}{1}}{\binom {n}{r-1}}+...+{\binom {m}{r}}{\binom {n}{0}}.}
Dakle, prebrojavanjem na dva načina zaista dobivamo jednakost {\displaystyle {m+n \choose r}=\sum _{k=0}^{r}{m \choose k}{n \choose r-k}} za zadane {\displaystyle k,m,n\in \mathbb {N} .}